# Gaje (rejon złoczowski)
Gaje (ukr. Гаї, Haji) – wieś na Ukrainie, w obwodzie lwowskim, w rejonie złoczowskim, w hromadzie Brody.
Do lat 60. XX wieku miejscowość nosiła nazwę Gaje Starobrodzkie (ukr. Гаї Старобрідські, Haji-Starobridśki).

## Położenie
Na podstawie Słownika geograficznego Królestwa Polskiego i innych krajów słowiańskich Gaje Starobrodzkie to: „wieś w powiecie brodzkim, 1 milę na południowy wschód od Brodów”.
W latach 1940-2020 miejscowość należała do rejonu brodzkiego. 